# Acanthis (mythologie)
Pour les articles homonymes, voir Acanthis.
Dans la mythologie grecque, Acanthis (en grec ancien Ἀκανθίς / Ákanthís) est la fille d'Autonoos et d'Hippodamie.
Elle et ses trois frères (Érodios, Schœnée et Acanthe) sont changés en oiseaux par Zeus et Apollon, ceux-ci étant pris de pitié pour la famille après la mort d'Anthos, quatrième frère d'Acanthis, dévoré par les chevaux de son père.